# Realme 8 5G
realme 8 5G та realme 8s 5G — смартфони середнього рівня з підтримкою 5G, розроблений компанією realme. realme 8 5G був представлений 21 квітня 2021 року, а 8s 5G — 9 вересня того ж року разом з realme 8i.
22 квітня того ж року в Китаї разом з realme Q3 Pro був представлений realme Q3i, що є перейменованим realme 8 5G, та realme Q3, що відрізняється від Q3i деякими покращеннями.
Також 26 травня того ж року був представлений realme narzo 30 5G, що в загальному відрязняється від realme 8 5G оформленням задньої панелі.

## Дизайн
Екран виконаний зі скла. Корпус виконаний з пластику. Крім цього у narzo 30 5G також розміщена вертикльна лінія з напрямленим вниз візерунком як у narzo 30, що проходить через блок камери, в у Q3 зліва присутня лінія з написом «DARE TO LEAP» як на realme 8.
Знизу розміщені роз'єм USB-C, динамік, мікрофон 3.5 мм аудіороз'єм. З лівого боку розташовані кнопки регулювання гучності та слот під 2 SIM-картки і карту пам'яті формату microSD до 1 ТБ. З правого боку розміщена кнопка блокування смартфону, в яку вбудований сканер відбитків пальців.
realme 8 5G та Q3i продаються в кольорах Supersonic Black (чорний) та Supersonic Blue (блакитний).
realme narzo 30 5G продається в кольорах Racing Blue (синій) та Racing Silver (сріблястий).
realme Q3 продається в кольорах Sci-fi black (чорний) та Psychedelic Silver (сріблястий).
realme 8s 5G продається в кольорах Universe Blue (синій) та Universe Purple (фіолетовий).

## Технічні характеристики

### Платформа
realme 8 5G, Q3i та narzo 30 5G отримали процесор MediaTek Dimensity 700 5G та графічний процесор Mali-G57 MC2.
realme Q3 отримали процесор Qualcomm Snapdragon 750G 5G та графічний процесор Adreno 619.
realme 8s 5G отримав процесор MediaTek Dimensity 810 5G та графічний процесор Mali-G57 MC2.

### Батарея
Батарея отримала об'єм 5000 мА·год. realme 8 5G, Q3i та narzo 30 5G отримали підтримку швидкої зарядки на 18 Вт, Q3 — на 30 Вт, а 8s 5G — 33 Вт.

### Камера
realme 8 5G, Q3i та narzo 30 5G отримали основну потрійну камеру 48 Мп, f/1.8 (ширококутний) + 2 Мп, f/2.4 (макро) + 2 Мп, f/2.4 (сенсор глибини) з фазовим автофокусом та здатністю запису відео в роздільній здатності 1080p@30fps.
realme Q3 отримав основну потрійну камеру 48 Мп, f/1.8 (ширококутний) + 8 Мп, f/2.3 (ультраширококутний) + 2 Мп, f/2.4 (сенсор глибини) з фазовим автофокусом та здатністю запису відео в роздільній здатності 4K@30fps.
realme 8s 5G отримав основну потрійну камеру 64 Мп, f/1.8 (ширококутний) + 2 Мп, f/2.4 (макро) + 2 Мп, f/2.4 (сенсор глибини) з фазовим автофокусом та здатністю запису відео в роздільній здатності 1080p@30fps.
Фронтальна камера всіх моделей отримала роздільність 16 Мп, діафрагму f/2.1 (ширококутний) та здатність запису відео в роздільній здатності 1080p@30fps.

### Екран
Екран IPS LCD, 6.5", FullHD+ (2400 × 1080) зі співвідношенням сторін 20:9, щільністю пікселів 405 ppi та круглим вирізом під фронтальну камеру, що знаходиться зверху в лівому кутку.
Q3 отримав частоту оновлення дисплея 120 Гц, а інші моделі — 90 Гц.

### Пам'ять
realme 8 5G продається в комплектаціях 4/64, 4/128, 6/128 та 8/128 ГБ.
realme Q3i та realme narzo 30 5G продаються в комплектаціях 4/128 та 6/128 ГБ.
realme Q3 та realme 8s 5G продаються в комплектаціях 6/128 та 8/128 ГБ.

### Програмне забезпечення
Смартфони були випущені на realme UI 2 на базі Android 11.